# Spinipterus acsi
Spinipterus acsi is een straalvinnige vissensoort uit de familie van de houtmeervallen (Auchenipteridae). De wetenschappelijke naam van de soort is voor het eerst geldig gepubliceerd in 2011 door Akama & Ferraris.